# 다마가와역 (도쿄도)
다마가와역(일본어: 多摩川駅, たまがわえき)은 일본 도쿄도 오타구 덴엔초후 1초메에 있는 도쿄 급행 전철의 역이다.

## 역 구조
도요코 선, 메구로 선 승강장이 섬식 승강장 2면 4선의 고가역, 도큐 다마가와 선 승강장은 섬식 승강장 1면 2선의 지하역이다. 고가의 내측은 메구로 선, 외측은 도요코 선, 지하 승강장은 도큐 다마가와 선이 사용한다. 메구로 선 승강장에는 스크린도어가 설치되어 있다.
화장실은 개찰구 내에 있고 다기능 화장실도 설치되어 있다. 엘리베이터는 도요코 선의 요코하마, 도큐 다마가와 선의 가마타 방향 승강장에 설치되어 있어 고가층에서 지하층까지 연결된다.
고가 밑에 있는 역사 부분의 개찰구는 1곳이지만, 동쪽, 서쪽, 남쪽 출입구의 세 방향에서 출입 가능하다.

### 타는 곳
| 1    | 도요코 선        | 무사시코스기 · 히요시 · 기쿠나 · 요코하마 방면 미나토미라이 선 직결운행 미나토미라이, 니혼오도리, 모토마치·주카가이 방면 |
| 2    | 메구로 선        | 무사시코스기 · 히요시 방면 |
| 3    | 메구로 선        | 오오카야마 · 메구로 · 시로카네다이 · 시로카네타카나와 방면 난보쿠 선, 사이타마 고속철도선 직결운행 고마고메, 아카바네이와부치, 우라와미소노 방면 도영 지하철 미타 선 직결운행 미타, 오테마치, 니시타카시마다이라 방면          |
| 4    | 도요코 선        | 지유가오카 · 나카메구로 · 시부야 방면 후쿠토신 선 직결 운행 신주쿠 3초메·이케부쿠로·고타케무카이하라 방면 세이부 선 직결 운행 네리마, 세이부큐조마에, 한노 방면 도부 철도 선 직결 운행 가스미가세키, 가와고에시, 신린코엔 방면 |
| 5・6 | 도큐 다마가와 선 | 시모마루코 · 가마타 방면 |

## 역 주변
- 덴엔초후
- 다마가와다이 공원
  - 덴엔초후 고분군
- 덴엔초후 시냇물 공원
- 도큐 스위밍스쿨 다마가와
- 다마가와아사마 신사
- 덴엔초후 우체국
- 다마가와 녹지 광장 경식 야구장
- 마루코바시

## 역사
- 1923년 3월 11일: 메구로카마타 전철 메구로 ~ 마루코 역(현, 누마베 역)간 개통과 동시에 다마가와 역으로 영업 개시.

## 사진

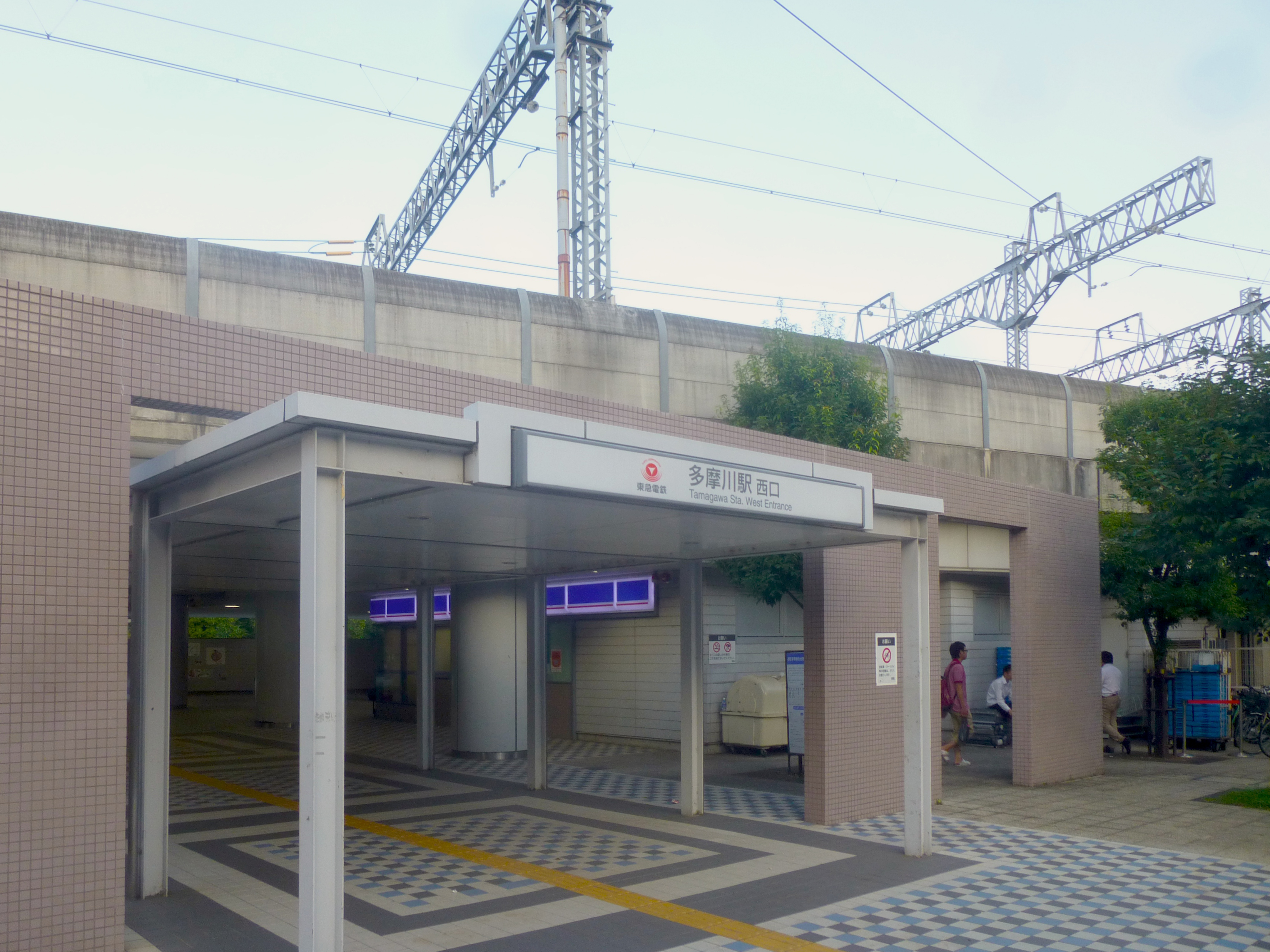
서쪽 출입구
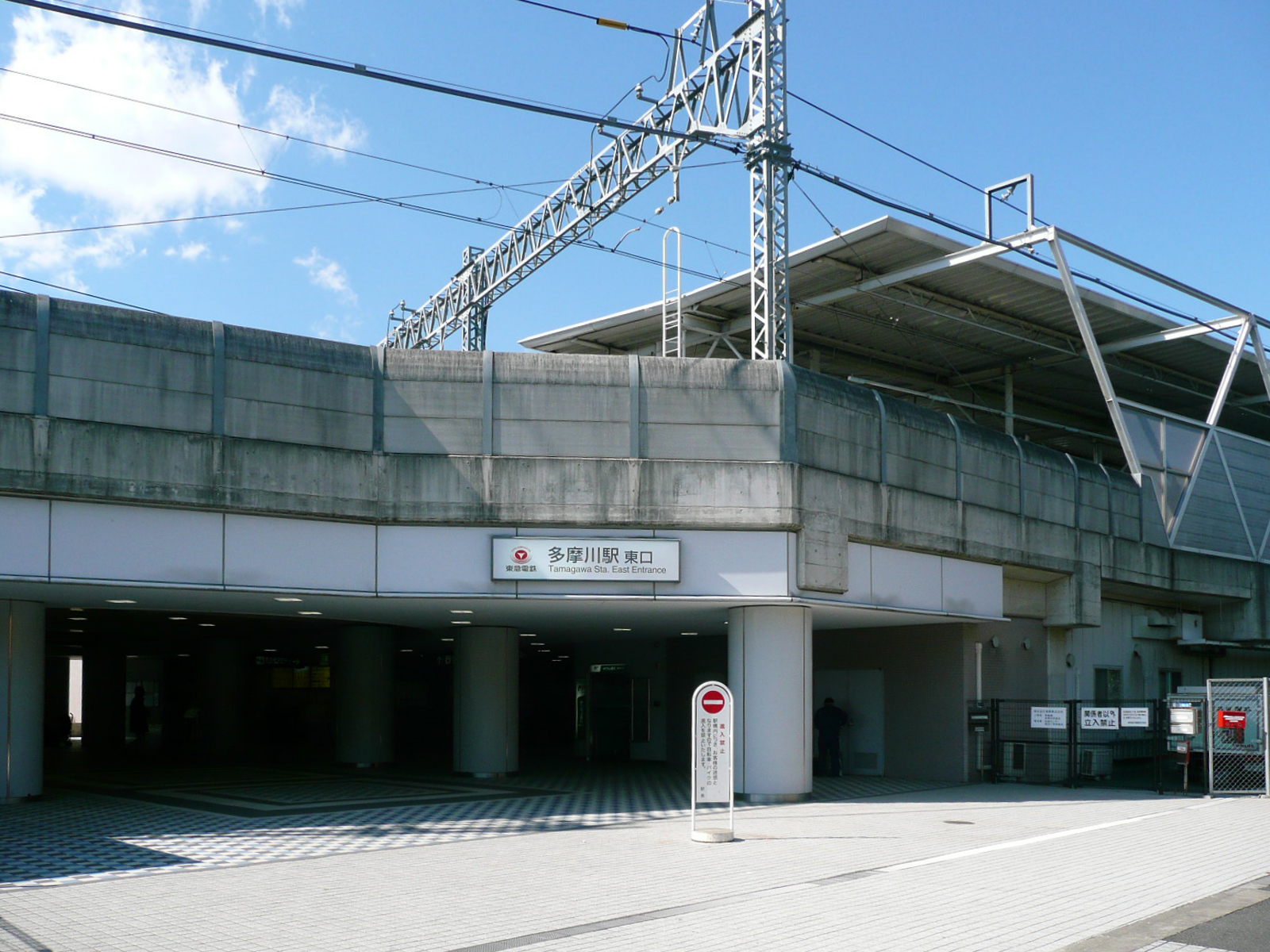
동쪽 출입구
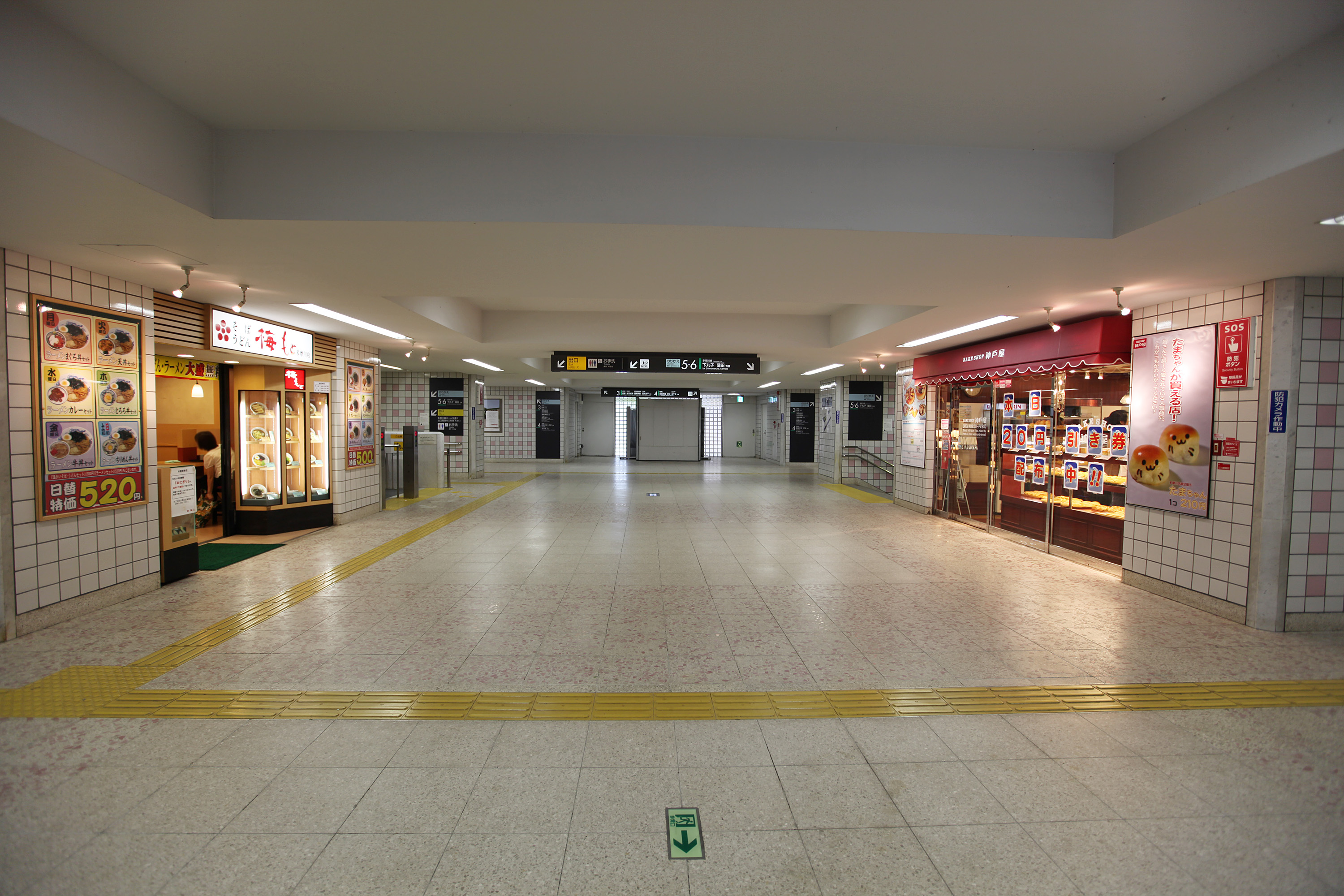
대합실
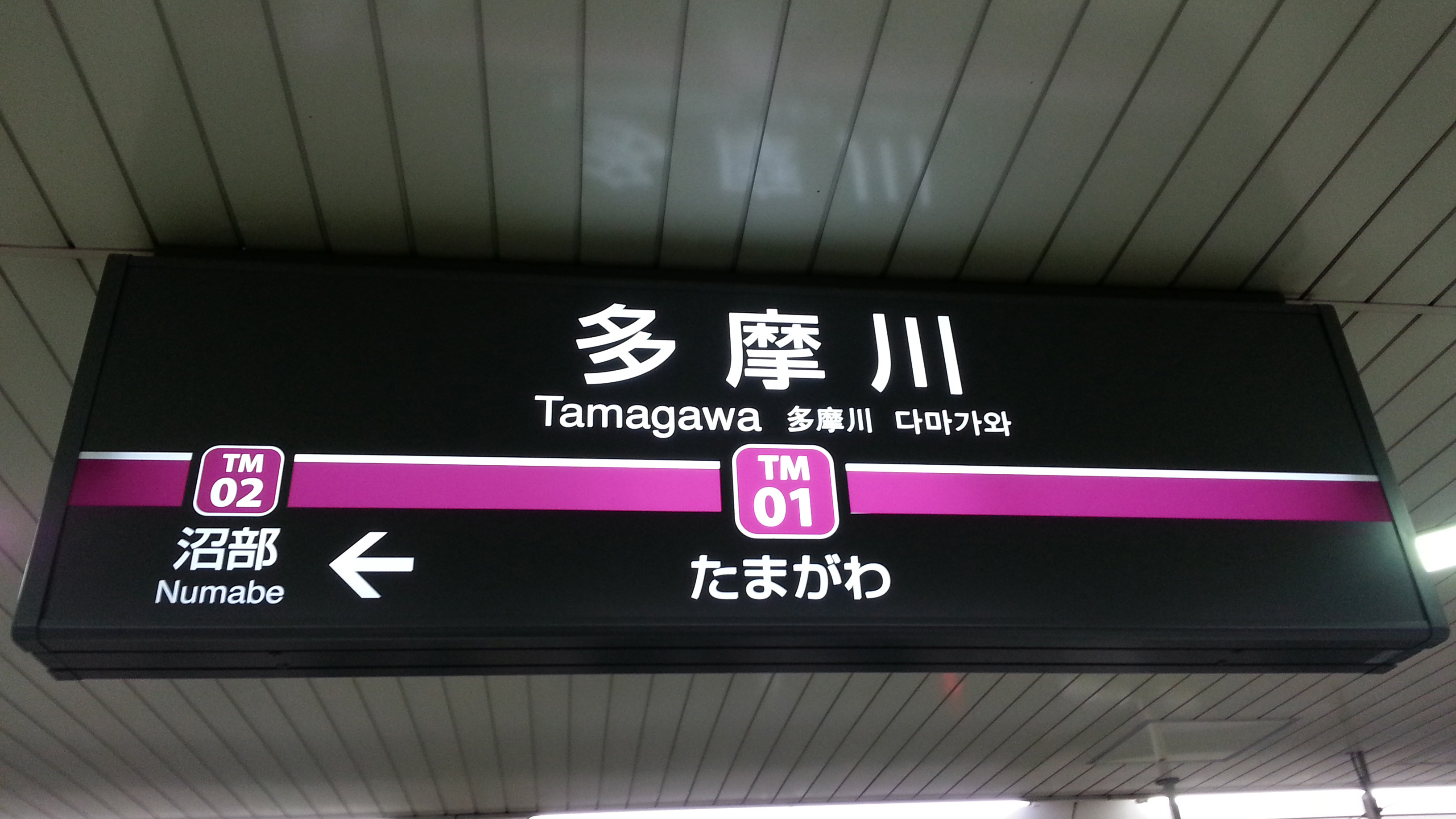
도큐 다마가와 선 역명판

## 인접역
| 도쿄 급행 전철 도요코 선        | 도쿄 급행 전철 도요코 선 | 도쿄 급행 전철 도요코 선        |
| ------------------------------- | ------------------------ | ------------------------------- |
| TY08 덴엔초후 시부야 방면       | ■ 급행                   | 무사시코스기 TY11 요코하마 방면 |
| TY08 덴엔초후 시부야 방면       | ■ 각역정차               | 신마루코 TY10 요코하마 방면     |
| 도쿄 급행 전철 메구로 선        |                          |                                 |
| MG08 덴엔초후 메구로 방면       | ■ 급행                   | 신마루코 MG10 히요시 방면       |
| MG08 덴엔초후 메구로 방면       | ■ 각역정차               | 신마루코 MG10 히요시 방면       |
| 도쿄 급행 전철 도큐 다마가와 선 |                          |                                 |
| (시종착역)                      |                          | 누마베 TM02 가마타 방면         |